# Terminal de buses La Serena
Terminal de buses La Serena es una estación de autobús ubicada en la comuna de La Serena, capital de la Región de Coquimbo. Se encuentra cercano a la zona céntrica de la ciudad, en la avenida Amunátegui, a un costado de la Carretera Panamericana y del Mall Plaza La Serena.
El edificio que lo alberga fue construido bajo la alcaldía de Eugenio Munizaga, fue diseñado por los arquitectos Alberto Sandoval, Pablo Muñoz y Fernando Abalo, tuvo un costo de 15 millones de pesos de la época, y fue inaugurado el 26 de agosto de 1979. Contaba inicialmente con 20 losas de embarque, una torre de transmisión y un local para la venta de productos típicos de la zona. Posee en su interior un mural elaborado por integrantes del "Taller Inti", perteneciente a Artes Plásticas de la Universidad de La Serena.